# باول بارنت (مصمم ألعاب)
باول بارنت (بالإنجليزية: Paul Barnett)‏ هو مصمم ألعاب بريطاني، ولد في 15 يناير 1970 في برستون في المملكة المتحدة.